# Informe García

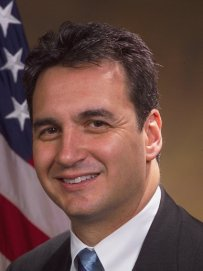
Michael J. Garcia

El Informe García es un informe realizado por Michael J. García sobre acusaciones de corrupción en el fútbol asociado mundial que fue encargado por la FIFA, el ente gobernante del fútbol asociado mundial, en julio de 2012. García envió su investigación a la FIFA el 5 de septiembre de 2014.

## Nombramiento de García y Eckert
El 17 de julio de 2012, a raíz de las reformas de anticorrupción anunciadas por el presidente de la FIFA, Joseph Blatter, FIFA nombró al antiguo fiscal general de Estados Unidos, Michael J. García, como presidente de la rama investigadora de su Comisión de Ética, mientras el juez alemán Hans-Joachim Eckert fue nombrado presidente del órgano de decisión de la Comisión de Ética. A la reformada Comisión de Ética también se le dio el poder de investigar con carácter retroactivo casos antiguos. Dado que García y Eckert cumplían el estatuto de la FIFA acerca de que ni ellos ni sus familias debían tener una conexión pagada con el fútbol en los cuatro años anteriores, The Guardian escribió que "García y Eckert son considerados figuras claves independientes fuera de la así llamada 'familia del fútbol', quienes pueden ayudar a restaurar la credibilidad de la FIFA después de los escándalos de soborno y compra de votos".
Luego de su nombramiento, García y Eckert fueron inmediatamente comisionados para investigar los supuestos pagos ilegales hechos por la compañía de marketing de la FIFA, International Sports and Leisure (ISL), al expresidente de la FIFA João Havelange y al exmiembro del Comité Ejecutivo Ricardo Teixeira, así como para evaluar la intervención del presidente de la FIFA, Sepp Blatter, en el asunto. ISL se había especializado en la compra y venta de derechos de transmisión de los eventos de la FIFA, como Copas Mundiales, en contratos de millones de dólares. El caso se cerró el 30 de abril de 2014 después de la investigación de García, ante la cual Eckert dictaminó que el ISL había pagado sobornos entre 1992 y 2000 a Havelange, Teixeira y Nicolás Leoz, entonces presidente de la CONMEBOL. Ya que Havelange (presidente honorario de la FIFA) y Leoz ya habían dimitido de sus cargos días antes en abril de 2014, ninguna otra acción "superflua" fue ejecutada. En contraste, Blatter fue exonerado de "mala conducta criminal o ética", pero fue también descrito como "torpe" y se cuestionó si "sabía o tendría que haber sabido sobre los años anteriores a la bancarrota de ISL, que ésta había sobornado a otras autoridades de la FIFA".

## Investigación e informe de García
En agosto de 2012, García declaró su intención para investigar el proceso de licitación y decisión por parte del Comité Ejecutivo de la FIFA para otorgar el derecho a ser anfitrión de la Copa Mundial de Fútbol de la FIFA de 2018 y 2022 a Rusia y Catar respectivamente.
La decisión sobre las sedes anfitrionas habían tenido lugar en diciembre de 2010. En mayo de 2011, mientras se encontraba en una investigación parlamentaria británica, quien fuera jefe de la fallida candidatura de Inglaterra para la Copa Mundial de Fútbol 2018, David Triesman, acusó a los miembros del Comité Ejecutivo de la FIFA, Jack Warner, Worawi Makudi, Nicolas Leoz y Ricardo Teixeira, de pedir al equipo inglés sobornos a cambio de apoyo. La investigación parlamentaria también recibió evidencia de The Sunday Times acerca de que los miembros del Comité Ejecutivo de la FIFA, Issa Hayatou y Jacques Anouma, aparentemente fueron sobornados con $1,5 millones por el equipo de Catar. El delator que habló con el Sunday Times, Fedra Al Majid, se retractó de sus acusaciones en julio de 2011. En diciembre de 2011, The Daily Telegraph informó que la Agencia Federal de Investigación de Estados Unidos investigaba denuncias de que se habían pirateado cuentas de correo electrónico para las candidaturas de Inglaterra y Estados Unidos para ser sedes de la Copa Mundial.
La FIFA prohíbe a los equipos candidatos ofrecer incentivos a miembros de su comité ejecutivo y sus parientes. García posteriormente expandió su investigación al proceso de licitación entero para la Copa Mundial de 2018. La investigación de García le permitió solicitar entrevistas con funcionarios del fútbol, con aquellos que habían rechazado sujetarse a acción disciplinaria. García no fue capaz de entrevistar a Mohammed bin Hammam, exvicepresidente de la FIFA, pues a Hammam se le había prohibido de por vida cualquier actividad concerniente al fútbol. El informe de la investigación de García se extendió sólo a individuos que podrían haber violado el código de ética de la FIFA. García esperaba nombrar en su informe a individuos que rechazaron hablar con él. García no tuvo posibilidad de hablar con personas con citaciones judiciales o pedir documentos a proveedores de servicio de Internet.
García fue asistido en la redacción de su informe por Cornel Borbély, vicepresidente del órgano de instrucción de la Comisión de Ética de la FIFA. Borbély redactó la sección del informe que investigaba a Rusia, pues García fue prohibido de ingresar al país y los Estados Unidos, para impedir un potencial conflicto de intereses ya que García es norteamericano. Rusia fue el único país candidato al que García no pudo viajar en el curso de sus investigaciones.

## Publicación bloqueada por Eckert
García entregó su informe de 350 páginas en septiembre de 2014 y la cabeza del brazo judicial de la comisión de ética de la FIFA, Hans-Joachim Eckert, anunció posteriormente que no sería hecho público por razones legales. Eckert declaró que en la primavera de 2015 únicamente será publicado su dictamen sobre el informe, y que éste sólo había sido visto por cuatro personas. Eckert más tarde anunció que su visión general del Informe García con los hallazgos principales de García, su sumario, conclusiones y recomendaciones serán publicados hacia mediados de noviembre de 2014. Eckert, en referencia a su juicio por venir sobre el informe, ha dicho que "a muchos no les gustará lo que les voy a decir".
Eckert sólo juzgaría a los individuos, y dejaría la decisión sobre las sedes de las copas mundiales 2018 y 2022 a la FIFA. García, junto con algunos miembros del Comité Ejecutivo de la FIFA, pidió que el Informe García sea publicado completo, exceptuando nombres censurados para proteger delatores. García ha dicho de la FIFA que su "... investigación y proceso de adjudicación opera en las partes más ocultas e insólitas... Aquel es un tipo de sistema que podría ser apropiado para una agencia de inteligencia pero no para un proceso de conformidad ética en una institución internacional de deportes que sirve al público y que es tema de escrutinio público intenso".

## Publicación del sumario de Eckert; García dimite
El 13 de noviembre de 2014, Hans-Joachim Eckert publicó un sumario de 42 páginas de sus hallazgos después de revisar el informe de Michael García; el sumario absolvió tanto a Rusia como a Catar de cualquier irregularidad durante la licitación para el 2018 y 2022 Copas mundiales, permitiendo que Rusia y Catar organicen sus copas mundiales respectivas. El sumario dejó constancia de que Rusia proporcionó "sólo una cantidad limitada de documentos disponibles para revisión", puesto que los ordenadores arrendados al equipo ruso habían sido destruidos, y no era posible acceder a varias cuentas de correo electrónico. El sumario de Eckert era más duro con Inglaterra y Australia, quienes propusieron candidaturas para la Copa Mundial que no tuvieron éxito, encontrando "circunstancias y hechos potencialmente problemáticos" en sus ofertas y declarando que habían socavado la integridad de la licitación. Se señaló que Inglaterra actuó impropiamente cuando había intentado ganar el apoyo del entonces cabeza de la CONCACAF, Jack Warner. Australia fue criticada por las conexiones entre su oferta y su financiación del desarrollo del fútbol en países africanos, y que dos asesores de Australia "violaron las reglas de la licitación y la ética". Los equipos que manejaban las candidaturas de Japón y Corea del Sur fueron también criticados por distribuir "regalos" y dar el aspecto de "un conflicto o una oferta de beneficios" respectivamente.
FIFA acogió con beneplácito "el hecho de que un grado de conclusión se ha logrado", mientras la Associated Press escribió que el Sumario Eckert "fue denunciado por ciertos críticos como blanqueo". Horas después de que el Sumario Eckert fuera publicado, García lo criticó como "materialmente incompleto" con "representaciones erróneas de los hechos y conclusiones", mientras declaraba su intención de apelar a la Comisión de Apelación de la FIFA. Hubo muchos pedidos de que el Informe García sea publicado, incluyendo de parte de miembros del Comité Ejecutivo de la FIFA como Jim Boyce, Jeffrey Webb y Sunil Gulati, así como del candidato a la presidencia de la FIFA Jérôme Champagne y del ejecutivo en jefe de la Premier League inglesa, Richard Scudamore. Eckert, quien se mostró "sorprendido" por la respuesta de García, rechazó acceder a las peticiones de publicar el Informe García, citando los "derechos de confidencialidad en la ley continental". Menos de una semana más tarde, se cita a Eckert diciendo que la investigación estaba apenas en "una etapa interina" y que García "ahora puede continuar investigando con vistas al informe final".
El 15 de noviembre de 2014, el presidente de la Liga de Fútbol alemán, Reinhard Rauball advirtió que la UEFA puede abandonar la FIFA si el Informe García no es publicado completo, manifestando que "si esto no pasa y la crisis no es resuelta de una manera creíble, tienes que considerar la posibilidad de si sigues en buenas manos con la FIFA".
El 18 de noviembre de 2014, actuando bajo la recomendación de Eckert, la FIFA presentó una denuncia penal con la judicatura suiza relacionada con la "posible conducta dolosa de personas individuales en relación con el otorgamiento de los derechos de organización de las Copas Mundiales de 2018 y 2022", específicamente con respecto a "transferencias internacionales de activos con conexiones en Suiza".
El 16 de diciembre de 2014, la Comisión de Apelación de la FIFA rechazó la apelación de García contra el Sumario Eckert como "no admisible". La FIFA también declaró que el Sumario Eckert no era "ni legalmente vinculante ni apelable". Un día más tarde, García dimitió de su función como investigador de ética de la FIFA como protesta a la conducta de la FIFA, citando una "carencia de liderazgo" y pérdida de confianza en la independencia de Eckert de la FIFA.

## Publicación pendiente del informe redactado por García
El 19 de noviembre de 2014, a continuación de una exposición de Domenico Scala, cabeza de la Comisión de Auditoría y Conformidad de la FIFA y una de las únicas seis personas que habían visto el informe en aquel tiempo, el Comité Ejecutivo de la FIFA unánimemente acordó publicar una "versión legalmente apropiada" del Informe García, con partes censuradas para preservar la confidencialidad de testigos. Aun así, el Informe García sólo será publicado después de que se concluyan cinco investigaciones sobre ética que actualmente se están desarrollando, las cuales fueron empezadas por García sobre los siguientes individuos: Ángel María Villar, Michel D'Hooghe, Worawi Makudi, Franz Beckenbauer y Harold Mayne-Nicholls. Entretanto, la decisión de no revisar el voto sobre las sedes de 2018 y 2022 fue reafirmada por la FIFA después de que Scala dijo que dos expertos legales independientes que fueron consultados apoyaban la decisión.
Walter De Gregorio, en una rueda de prensa, el 27 de mayo de 2015, declaró que el Informe García ha estado en manos de la Oficina del Fiscal General de Suiza desde el 19 de noviembre de 2014. Como parte de los procesos criminales, el informe puede o no ser publicado.
Un día después que el periódico Bild anunció que había recibido una copia del informe completo y que tenía intenciones de publicarlo, FIFA hizo publicó el informe completo el 27 de junio de 2017 en su sitio web.